# Bikin (Usszuri)
A Bikin  (oroszul: Бикин) folyó az orosz Távol-Keleten, Oroszország Tengermelléki- és Habarovszki határterületén; az Usszuri leghosszabb, jobb oldali mellékfolyója.

## Földrajz
Hossza: 560 km, vízgyűjtő területe: 22 300 km², évi közepes vízhozama: 238 m³/s, legnagyobb vízhozama 2450 m³/s.
A Szihote-Aliny hegyeiben, kb. 1500 m magasságban ered. Felső folyásán 1200–1700 m magas hegyek között, 30–60 m széles zuhatagos mederben halad. Alacsonyabb hegyek között folytatódó középső folyásán 100 m-re szélesedő medre és 1–2 km széles ártere van. Alsó folyásán sík vidékre ér, széles és mocsaras völgyben kanyarog. A torkolattól 50 km-re áttöri a Szihote-Aliny előhegyét, itt medre összeszűkül. Lejjebb szabadon terül szét, és ártere összeolvad főfolyója, az Usszuri árterével.
Főként esővíz táplálja. A távol-keleti folyók vízjárásának megfelelően tavaszi magasvize kevéssé jelentős, nyáron azonban akár ötször-hatszor is erősen megárad. Novembertől áprilisig, 140–145 napig jég borítja.
Vízgyűjtő területét a mérsékelt övezeti monszun éghajlat jellemzi, mérsékelten meleg nyárral és hideg téllel. A csapadék évi mennyisége 700–900 mm, ennek 80%-a nyáron érkezik. A vízgyűjtő terület legnagyobb részét tajga borítja. 
Jelentősebb jobb parti mellékfolyója az Alcsan (170 km), a bal parton a Zeva (139 km). A folyó jobb partján fekszik Bikin város, a Bikini járás székhelye. 
A Bikin felső és középső folyásán 2015-ben nagy nemzeti parkot jelöltek ki. A Bikin-völgy védett területét 2018-ban felvették a Világörökség listájára (a középső Szihote-Aliny helyszín kiterjesztése).